# Matthew Phipps Shiel
Matthew Phipps Shiell, connu comme M. P. Shiel, né le 21 juillet 1865 et mort le 17 février 1947, est un écrivain britannique de science-fiction et d'horreur, qui fut le premier roi (cryptarque) du royaume de Redonda, une île située dans les Petites Antilles, de 1880 à sa mort sous le nom de Felipe Ier.

## Jeunesse et carrière

### Naissance
Né sur l'île antillaise de Montserrat, Matthew Phipps Shiell est le fils de Priscilla Ann Blake (née sur l'île de Saint-Eustache) et de Matthew Dowdy Shiell (1824-1888), négociant et diacre méthodiste à Montserrat. Son père est le fils naturel d'un agent des douanes irlandais et d'une esclave métisse affranchie de Montserrat.

### Éducation
Il est éduqué au Harrison College de la Barbade puis se rend en Angleterre en 1885, adoptant l'orthographe patronymique Shiel comme nom de plume. Après avoir travaillé en tant que professeur et traducteur, il fait irruption dans l'édition de fiction avec une série d'histoires courtes publiées dans The Strand et d'autres magazines. Sa réputation littéraire précoce repose à ses débuts sur deux collections d'histoires courtes influencées par Edgar Allan Poe.

### Littérature
Son œuvre la plus célèbre reste Le Nuage pourpre (The Purple Cloud, 1901), roman de science-fiction post-apocalyptique.
Parmi ses contes de terreur les plus connus figure La S.S. (The S.S., 1896) en raison d'allusions incluses dans Le Matin des magiciens, essai de Jacques Bergier et Louis Pauwels. Ces deux auteurs insistent sur la valeur censément prophétique du récit de Shiel eu égard aux crimes de l'Allemagne nazie : « En 1896, un écrivain anglais, M. P. Shiel, publie une nouvelle où l’on voit une bande de monstrueux criminels ravageant l’Europe, tuant des familles qu’ils jugent nuisibles au progrès de l’humanité, et brûlant les cadavres. Il intitule sa nouvelle Les S. S. »
Cependant, l'essayiste et critique Michel Meurger réfute toute similitude entre les exactions du régime nazi et les crimes commis dans ce récit littéraire. En effet, Bergier et Pauwels attribuent erronément à la nouvelle le titre Les S.S. alors que le sigle fait référence à une fictive « Société de Sparte ». Du reste, la nouvelle s'intitule La S.S. lorsqu'elle est traduite en français en 1999 dans Le Visage vert, revue consacrée à la littérature fantastique. Dans ce même numéro, Michel Meurger remarque que l'amalgame réalisé par Pauwels et Bergier a été facilité par le caractère longtemps inédit en français de cette fiction de Shiell, « aliment[ant] les fantasmes peu innocents des songe-creux pour lesquels le terme « d'Ordre Noir » représente le sésame vers un Imaginaire frelaté docile à toutes les instrumentalisations de l'extrême droite. »

## Roi de Redonda

### Création du royaume

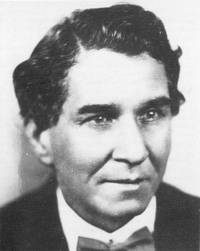
Photographie de Shiel.

En 1872, le gouvernement britannique — sous le règne de la reine Victoria —, intéressé par le phosphate que produit l’île de Redonda, décide de l’annexer à sa colonie d’Antigua. Le père de Shiell, propriétaire de l’île, demande alors le titre de roi pour son fils. La requête aurait été accordée par le British Colonial Office en 1880 (non par la reine Victoria elle-même), et à la condition de ne pas tenter de faire opposition aux intérêts britanniques. Couronné à 15 ans, le jeune roi Matthew Phipps Shiell prend le titre de Felipe Ier, roi de Redonda. Aucune preuve ne subsiste de cette dite concession. Commence alors un règne qui va durer 67 ans, jusqu'à la mort de Shiel en 1947.

### Un roi écrivain
Le 25 avril 1885, il part en Angleterre et change l’orthographe de son nom, Shiell, pour Shiel. Il ne reviendra jamais à Montserrat. Après avoir été professeur et traducteur, il devient auteur d’histoires fantastiques, ce qui lui vaut l’admiration de nombreux écrivains. Un de ses livres, The Purple Cloud, sur le thème du dernier homme sur Terre, est souvent considéré comme un chef-d’œuvre du roman de science-fiction. En 1932 il se lie d’amitié avec Terence Ian Fytton Armstrong, bibliophile et poète connu sous le pseudonyme de John Gawsworth. Avant de mourir (17 février 1947), il lui transmet son titre royal, la souveraineté de l'île et les droits de son œuvre. L'indépendance du royaume perdure jusqu'en 1967, date de son annexion par le gouvernement d'Antigua-et-Barbuda.

## Mariages et descendance

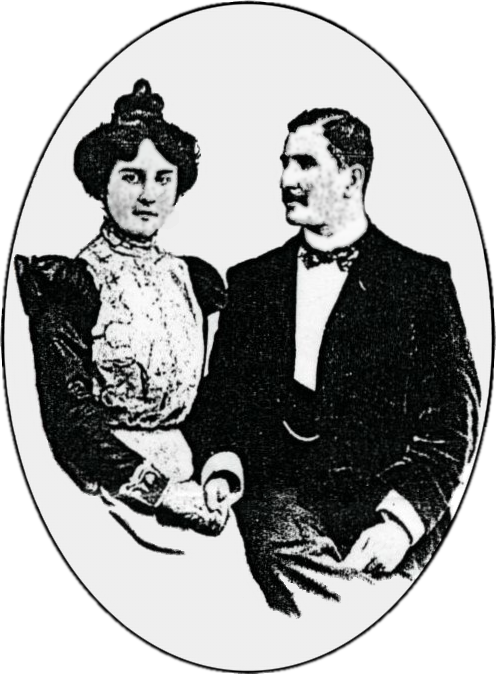
Shiel avec sa première épouse, Carolina dite Lina.

Shiel épouse en 1898 une jeune parisienne aux origines espagnoles, Carolina Garcia Gomez surnommée Lina. Cette dernière a été le modèle d'un personnage de Cold Steel (1900) et de plusieurs nouvelles. Le couple se sépare vers 1903. Néanmoins, le couple eu un enfant, Dolores Catherine Shiell (1900 - ?), titrée « princesse » par son père. Après la mort de sa mère en 1904, elle est emmenée en Espagne. Shiel impute alors l'échec de son mariage à l'ingérence de sa belle-mère, mais en réalité c'est l’argent qui se révèle être au cœur des problèmes du couple. Shiel était pris entre son désir d'écrire du grand art et son besoin de produire plus. 
En 1919, il épouse en secondes noces Esther Lydia Jewson, née Furle (16 août 1872 - 16 février 1942). Le premier mari d'Esther Lydia était William Arthur Jewson (12 juillet 1856 - 26 avril 1914), un éminent musicien né à Londres et mort d'une crise cardiaque. Shiel et Esther voyagent en Italie au début des années 1920, vivant probablement en grande partie de ses revenus, et se séparent vers 1929, sans divorcer. 
- Ada Phipps Seward ;
- César Kenneth Price

.

## Œuvres
Romans et nouvelles
- La S.S. (The S.S., 1896)[4]
- The Rajah's Sapphire (1896)
- The Yellow Danger (1898)
- Cold Steel (1899)
- Contraband of War (1899)
- The Man-Stealers (1900)
- The Lord of the Sea (1901)
- Le Nuage pourpre (The Purple Cloud, 1901)
- The Weird o' It (1902)
- Unto the Third Generation (1903)
- The Evil that Men Do (1904)
- The Lost Viol (1905)
- The Yellow Wave (1905)
- The Last Miracle (1906)
- The White Wedding (1908)
- The Isle of Lies (1909)
- This Knot of Life (1909)
- The Dragon (1913)
- Children of the Wind (1923)
- How the Old Woman Got Home (1927)
- Dr Krasinski's Secret (1929)
- The Black Box (1930)

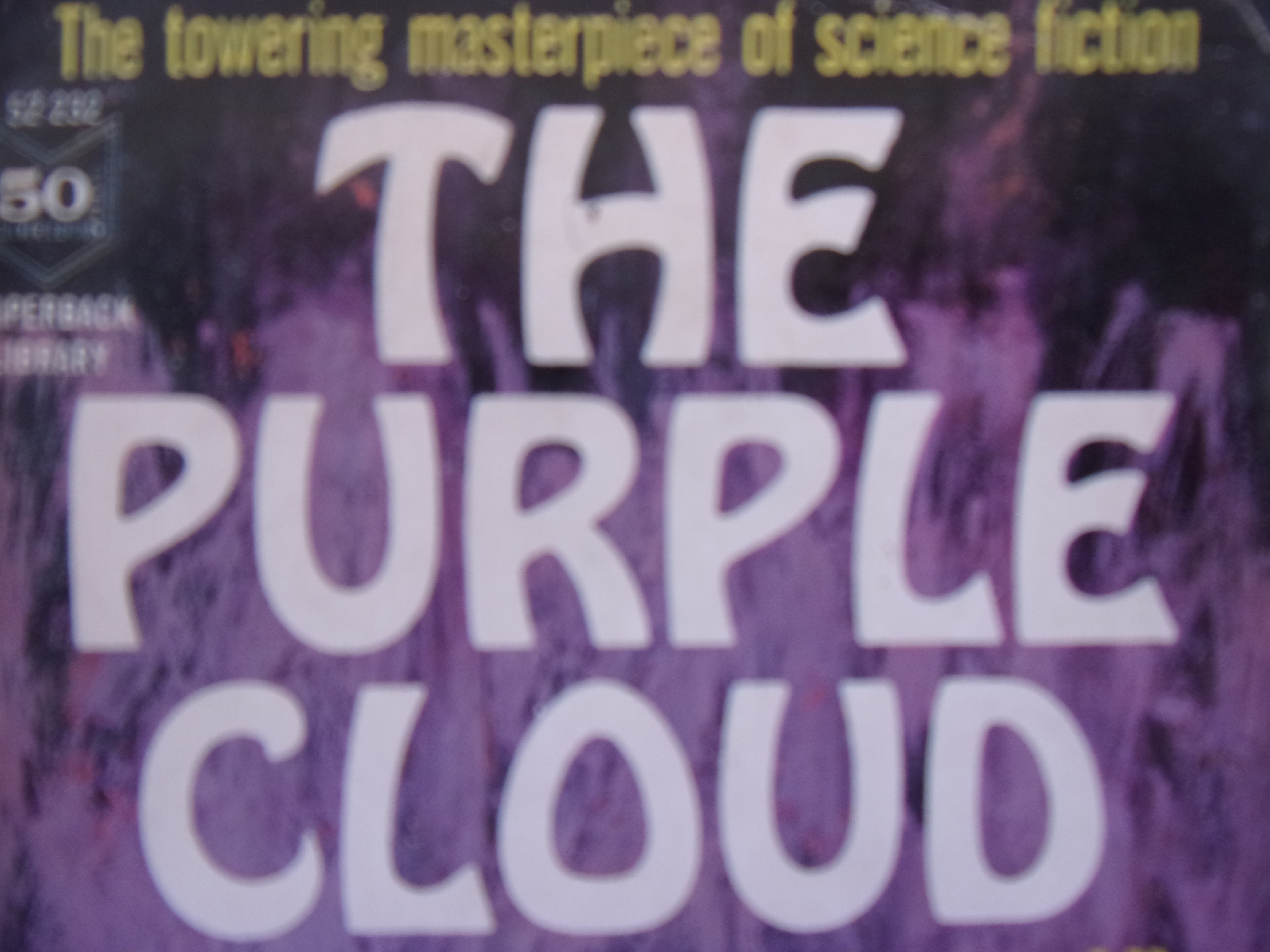
Page de garde de The Purple Cloud (1901).

- Say Au R'Voir But Not Goodbye (1933)
- This Above All (1933)
- The Young Men Are Coming (1937)
- Prince Zaliski (1967)
- The New King (1981)

Recueils de contes
- Prince Zaleski (1895)
- Shapes in the Fire (1896)
- The Pale Ape and Other Pulses (1911)
- Here Comes the Lady (1928)
- The Invisible Voices (1935)
- The Best Short Stories of M. P. Shiel (1948)
- Xelucha and Others (1975)
- Prince Zaleski and Cummings King Monk (1977)
- The Empress of the Earth: The Purple Cloud and Some Short Stories (1979)
- Works (1980)
- Xelucha and The Primate of the Rose (1994)

Anthologies
- Great Short Stories of Detection, Mystery and Horror 2nd Series (1931)
- Dark Mind Dark Heart (1962)
- Sleep No More (1964)
- Victorian Tales of Terror (1972)
- The Black Magic Omnibus Volume 1 (1976)
- More Tales of Unknown Horror (1979)
- Fifty Famous Detectives of Fiction (1983)